# اچ‌ام‌اس ویکتوریا (۱۸۸۷)
اچ‌ام‌اس ویکتوریا (۱۸۸۷) (به انگلیسی: HMS Victoria (1887)) یک کشتی بود که طول آن ۳۴۰ فوت (۱۰۰ متر) بود. این کشتی در سال ۱۸۸۷ ساخته شد.